# L'orda selvaggia
L'orda selvaggia (The Savage Horde) è un film del 1950 diretto da Joseph Kane.
È un western statunitense con Bill Elliott, Lorna Gray, Grant Withers, Barbra Fuller, Noah Beery Jr. e Jim Davis.

## Trama
Per difendere la propria vita, John Baker, detto Ringo, è costretto a uccidere un ufficiale dell'esercito ma, non essendo in grado di dimostrare che ha agito per legittima difesa, si dà alla latitanza. Inseguito da una pattuglia di soldati, sfugge all'accerchiamento ferendo inconsapevolmente suo fratello e si rifugia sotto falso nome in un ranch dove si associa a Glenn, un allevatore di bestiame promesso a Louise, figlia del giudice locale. Nella zona domina Wade Proctor, un arrogante proprietario che cerca di mettere in difficoltà la concorrenza acquistando tutti i pascoli e costringendo gli altri allevatori a svendergli il bestiame. Proctor gode dell'appoggio di Thomas Cole, padre di Louise, che egli stesso ha fatto nominare giudice.
Ringo, infuriato per le prepotenze di Proctor, decide di mettersi a capo di una associazione di piccoli proprietari terrieri per dargli battaglia, ma Proctor viene a conoscenza della sua vera identità e lo fa arrestare. L'intervento della sua ex fidanzata mette in luce la verità e ottiene la punizione di Proctor. Ringo si consegna alla giustizia per scontare la pena per omicidio preterintenzionale e alla fine sposerà la donna che lo aveva salvato.

## Produzione
Il film, diretto da Joseph Kane su una sceneggiatura di Kenneth Gamet e un soggetto di Thames Williamson e Gerald Geraghty, fu prodotto da Joseph Kane per la Republic Pictures e girato, tra le altre location, nel Red Rock Canyon State Park a Cantil, California. I titoli di lavorazione furono Crosswinds e The Wanderer. Gli effetti ottici furono realizzati dalla Consolidated Film Industries. La musica è firmata da Dale Butts.

## Distribuzione
Il film fu distribuito con il titolo The Savage Horde negli Stati Uniti dal 22 maggio 1950 al cinema dalla Republic Pictures.
Altre distribuzioni:
- in Svezia il 26 novembre 1951 (Pistoler i nävarna)
- in Austria nel febbraio del 1952 (Terror über Colorado)
- in Germania Ovest il 15 febbraio 1952 (Terror über Colorado)
- in Danimarca il 24 giugno 1958 (Den lovløse hævner)
- in Finlandia l'8 giugno 1962 (Lainsuojattoman ase)
- in Brasile (Ódio Satânico)
- in Italia (L'orda selvaggia)

## Promozione
Le tagline sono:
- "Ringo" Baker...wanted in the wildest manhunt in the history of the Utah Territory!
- Lightning-fast guns! Trigger-sharp temper! Dead-eyed accuracy!
- GET "RINGO"......HE'S GUN-MAD!